# 花火百景E
花火百景E（ハナビヒャッケイE）は、2003年にエレコが開発・販売したパチスロ機である。

## 概要
アルゼが1999年に販売した『大花火』の復刻・リメイク機。4号機規定のAタイプである。
リール面を透過する15インチ全面液晶を搭載した筐体「マンティス」に変更されており演出面での大幅な強化がなされているが、ゲーム性は基本的に『大花火』を踏襲している。リール配列は『大花火』と同一であり、小役構成と獲得枚数も同一。ビッグボーナス1回の最高獲得枚数も『大花火』と同じ711枚、ビッグボーナス中のリプレイ外しの方法も『大花火』と同一でビタ外しとアシスト外しの成功確率（前者が100パーセント、後者は75パーセント）も同じである。
一方で小役およびビッグボーナスとレギュラーボーナスの当選確率が異なっているほか、『大花火』に存在した4thリール（鉢巻リール）やフラッシュ演出は全て液晶表示（前者は対応役の花火が表示。後者はリアルな美しい打ち上げ花火の演出）で代替されている。他にも液晶による多彩な演出があり、RTと組み合わされた仕掛け花火演出や3連花火演出、キャラクターが横切るUFO演出などが搭載されている。

## 評価
あの『大花火』が、アルゼグループとしては初の15インチ全面液晶での復刻ということで、当時『大花火』フリークから注目を浴びた。元々花火シリーズはすべてアルゼ名義（『ハナビ』は旧称のユニバーサル）でのリリースだったにもかかわらず、エレコ名義でリリースされることについても話題に上がった。
液晶演出により、大花火とは違いリアルに近い美しい花火が打ちあがる。また、RT仕掛けの前兆演出はボーナス成立の可能性が高い。
元々『大花火』自体大ヒットしファンが多かったこともあり、本機に至っても大ヒットし、『大花火』はソレノイドゴトによる被害が多かったこともあって、ホール側も積極的に入れ替えする傾向があった。
花火百景のその後だが、撤去日最後まで粘った先代の『大花火』とは違い、ひっそりとその姿を消していったホールが多い。
これは低設定域でもリプレイ外しや、小役獲得打法を実行することで『大花火』のように出玉率が100％を超えることや、急速に増加傾向にあった等価（ないし等価に近い）交換店に敬遠されたり、入れ替え多発のホール事情、また『獣王』に代表されるような爆裂AT機がブームの真っ只中にあったためである。

## ボーナス確率
『大花火』と比較して、設定6以外がビッグボーナスの確率が上昇した一方でレギュラーボーナスの確率が下落している。
| 設定 | BIG     | REG     |
| ---- | ------- | ------- |
| 1    | 1/399.6 | 1/862.3 |
| 2    | 1/381.0 | 1/819.2 |
| 3    | 1/348.6 | 1/712.3 |
| 4    | 1/315.1 | 1/630.2 |
| 5    | 1/282.5 | 1/546.1 |
| 6    | 1/240.9 | 1/481.9 |

- いずれも3枚掛け時の確率。